# Floribundarose

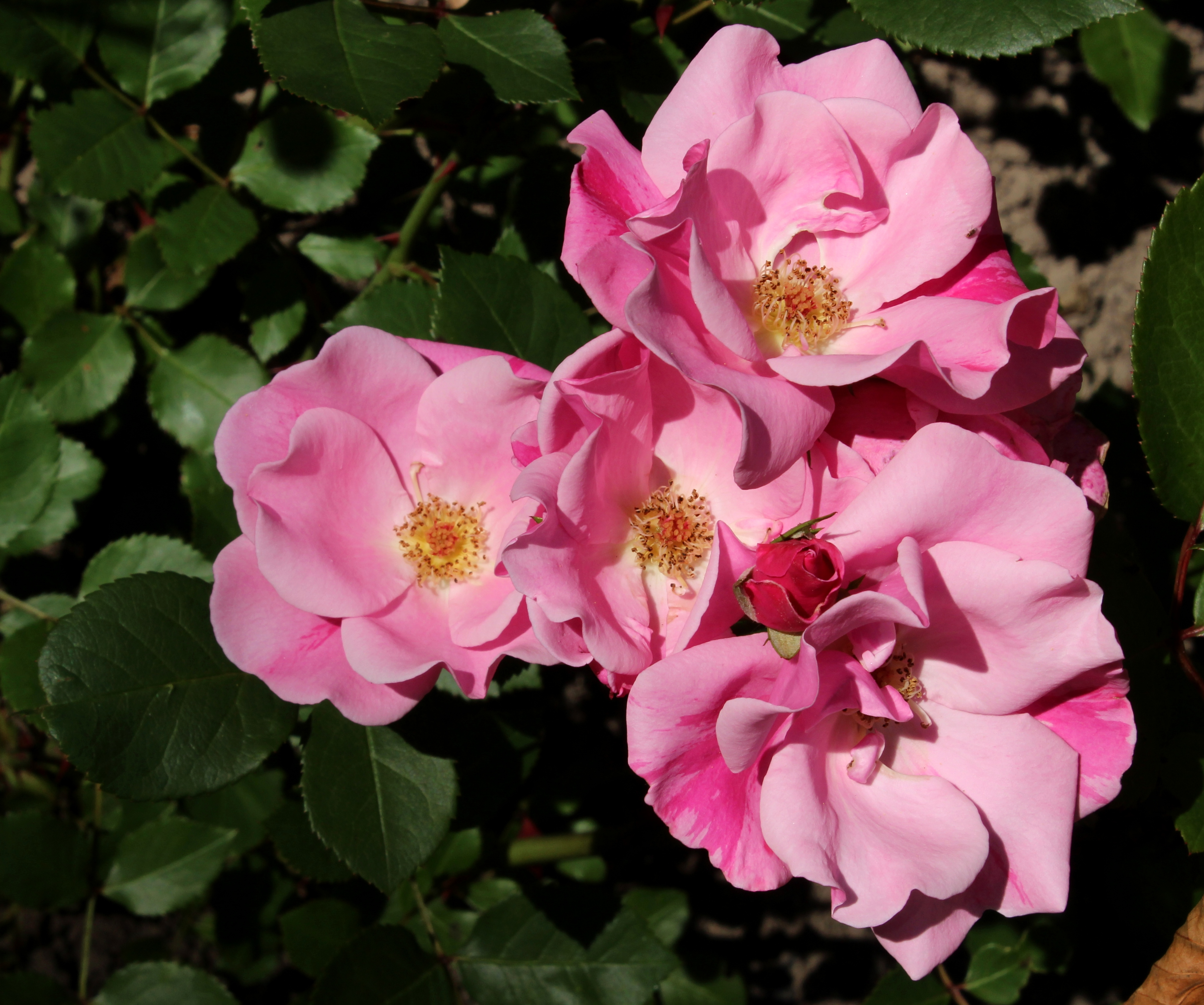
'Else Poulsen' (Poulsen 1924), eine der ersten Floribundarosen

Floribundarosen, früher Polyantha-Hybriden genannt, sind eine Rosenklasse der Kulturrosen und Kreuzungen aus großblumigen Polyantha-Rosen mit Teehybriden.
Ihre Entwicklung ist in erster Linie mit dem dänischen Rosenzüchter Svend Poulsen verbunden, der sich vorgenommen hatte, neue Rosen zu schaffen, welche die kalten skandinavischen Winter aushalten und in kurzen Sommern ein Maximum an Blüten bringen sollten.
Seine erste Einführung war 1911 'Rödhätte' ('Rotkäppchen'), dann folgten 1924 'Else Poulsen' und 1925 'Kirsten Poulsen'. Allerdings wurden damals diese Sorten noch als Polyantha-Hybriden bezeichnet.
Die Zahl der jährlichen Neuzüchtungen ist unübersehbar geworden; daher gibt es heute so viele Zwischenformen von Polyantharosen, Polyantha-Hybriden, Teehybriden und Floribundarosen, dass man diese Rosen jetzt zu der nach ihrer Verwendung genannten Gruppe der Beetrosen zusammengefasst hat.

## Merkmale
- dauerblühend
- häufig sehr viele Blüten, die an Edelrosen erinnern  vor allem, wenn es sich um Floribunda-Grandiflora-Rosen handelt (eine in den USA geschaffene Rosenklasse, die sich in Europa nicht durchsetzen konnte). Bei manchen Sorten wie 'Montana' bündeln sich so viele Blüten, dass die Rose von der Ferne gar nicht als Rose erkennbar ist und man glaubt, es handele sich um Blütendolden statt einer Fülle von einzelnen Rosenblüten.
- Blüten werden mit zunehmendem Alter der Pflanze nicht, wie so oft, heller, sondern dunkler.
- meist gute Schnittrosen; deshalb werden sie auch als Straußrosen bezeichnet.

## Herkunft
Die Bezeichnung „Floribundarosen“ stammt ursprünglich von Dr. J.N. Nicolas, USA und wird in Amerika seit 1930 für Kreuzungen zwischen Teehybriden und Polyantharosen benutzt; während man in Deutschland zwischen diesen Klassen unterschied. So gesehen entstand die erste Floribundarose bereits 1908 in Deutschland: Es ist die Sorte 'Gruß an Aachen' von Philipp Geduldig, von der der englische Rosenzüchter David Austin sagt, es sei die erste Englische Rose.

## Eigenschaften
Die Floribundarosen zeichnen sich im Allgemeinen durch einen sehr kräftigen, buschigen Wuchs aus, sie sind niedrig bis mittelhoch, vereinzelt auch höher. Die Blüten stehen in großen oder mittelgroßen, meist flachen Ständen, die einzelnen Blüten sind becherförmig bis flach, oft auch teerosenartig gefüllt, mittelgroß bis groß. Zumeist fehlt ihnen der Duft, jedoch gibt es auch duftende Sorten.
Die gelben Floribundarassen weisen meist einen etwas schwächeren Wuchs auf als die anderen Sorten, und ihre Blätter sind in der Regel auch heller grün. Alle Blütenfarben sind vertreten, von Weiß bis zum tiefsten Schwarzrot, von Schwefelgelb bis Dunkelgelb, Orange und Kupferbraun, ebenso auch fliederfarbene Blüten bis Violettpurpur, und auch viele zweifarbige Sorten, so gelb/rot, rosa/rot, rot/weiß, lila/braun und andere Abstufungen.

## Beliebte Sorten (Auswahl)
| Sorte                  | Züchter                   | Jahr | Farbe           | Bemerkungen                | Foto |
| ---------------------- | ------------------------- | ---- | --------------- | -------------------------- | ---- |
| 'Abigaile'             | Rosen Tantau              | 1988 | zartrosa        |                            |      |
| 'Allotria'             |                           | 1958 | orange-rot      |                            |      |
| 'Amber Queen'          | Harkness                  | 1984 | bernsteinfarben |                            |      |
| 'Atombombe'            | Wilhelm Kordes II         | 1953 | scharlachrot    | ADR-Rose, später aberkannt |      |
| 'Bonica 82'            | Meilland                  | 1982 | rosafarben      | Weltrose                   |      |
| 'Edelweiß'             | Poulsen                   | 1969 | crèmeweiss      |                            |      |
| 'Friesia'              | Kordes                    | 1973 | goldgelb        |                            |      |
| 'Gruß an Aachen'       | Geduldig                  | 1909 | zartrosa        |                            |      |
| 'Matthias Meilland'    | Meilland                  | 1988 | rot-orange      |                            |      |
| 'Montana'              | Rosen Tantau              | 1974 | blutorange-rot  |                            |      |
| 'New Year'             | Samuel Darragh McGredy IV | 1982 | orange          |                            |      |
| 'Pacific Dream'        | James                     | 2006 |                 |                            |      |
| 'Poesie'               | Warriner                  | 1988 | rosa            |                            |      |
| 'Rosa Gruß an Aachen'  |                           | 1930 | rosa            | Sport von 'Gruß an Aachen' |      |
| 'Schneewittchen'       | Kordes                    | 1958 | weiß            | Weltrose                   |      |
| 'Sexy Rexy'            | McGredy                   | 1984 |                 |                            |      |
| 'Weiße Gruß an Aachen' |                           | 1944 | weiß            | Sport von 'Gruß an Aachen' |      |
| 'Yesterday'            | Harkness                  | 1974 |                 |                            |      |